# Condado de Treviño
Condado de Treviño (baskisch Trebiñuko Konderria oder nur Trebiñu) ist eine 1.489 Einwohner (Stand: 2024) zählende Gemeinde (municipio) in der nordspanischen autonomen Region Kastilien-León in der Provinz Burgos. Die in den 1980er Jahren durch den Zusammenschluss von 51 Dörfern und Weilern (pedanías) entstandene Gemeinde bildet gemeinsam mit der Nachbargemeinde La Puebla de Arganzón eine zur Provinz Burgos gehörende Enklave innerhalb der baskischen Provinz Álava. Trotz des Fehlens hochrangiger Einzelbauten ist die ländliche Gemeinde als Kulturgut (Bien de Interés Cultural) in der Kategorie Conjunto histórico-artístico eingestuft worden.

## Lage und Klima
Die Gemeinde liegt in einem Hochtal in ca. 500 bis 800 m Höhe und ist ca. 105 km (Fahrtstrecke) in nordöstlicher Richtung von der Stadt Burgos entfernt. Die nächstgelegene kastilische Stadt ist Miranda de Ebro (ca. 32 km westlich). Das Klima ist gemäßigt bis warm; Regen (ca. 775 mm/Jahr) fällt übers Jahr verteilt.

## Bevölkerungsentwicklung
| Jahr      | 1857  | 1900  | 1950  | 2000 | 2017  |
| Einwohner | 4.440 | 3.701 | 3.554 | 929  | 1.339 |

Die Mechanisierung der Landwirtschaft und die Aufgabe bäuerlicher Kleinbetriebe haben seit der Mitte des 20. Jahrhunderts zu einem Verlust von Arbeitsplätzen und somit zu einem deutlichen Rückgang der Einwohnerzahlen geführt. Die meisten der etwa 50 Ortschaften und Weiler haben nur noch etwa 10 bis 20 Einwohner. Einige sind bereits aufgegeben worden.

## Wirtschaft
Die für spanische Verhältnisse durchaus regenreiche Region ist seit Jahrhunderten ganz wesentlich von der Landwirtschaft geprägt. Seit den 1960er Jahren spielt der innerspanische Tourismus in Form der Vermietung von Ferienwohnungen (casas rurales) eine wachsende Rolle im Wirtschaftsleben.

## Geschichte
Bei Laño finden sich künstliche Höhlen, die vor mindestens 1500 Jahren bewohnt waren. In ihnen sind Zeichnungen von Tieren und Inschriften zu erkennen. Keltische, römische, westgotische und selbst maurische Spuren fehlen jedoch.
Die Gründung von Treviño erfolgte 1161 durch den König von Navarra Sancho VI. el Sabio; um das Jahr 1200 gelangt der Ort in kastilischen Besitz. Der Kreuzungspunkt von Handelswegen zog im Mittelalter jüdische Geschäftsleute an, wodurch sich ein beachtliches Judenviertel entwickelte. Das Gebiet wurde im Jahr 1453 von Johann II. zur Grafschaft (condado) erhoben; das heutige Rathaus entstand im 16. Jahrhundert als Palast und Herrschaftssitz der Grafen von Treviño.

## Territorialstreitigkeiten
Seit vielen Jahren beanspruchen politische Kräfte aus Álava das „Condado de Treviño“ für ihre Provinz. Auch die Bevölkerung der Gemeinde selbst befürwortet ein Referendum, welches über die Zugehörigkeit des Gebietes entscheiden sollte. Allerdings blockieren die Behörden von Burgos und Kastilien-León seit Jahren diesen Schritt.

## Sehenswürdigkeiten
Aguillo (Agilo)

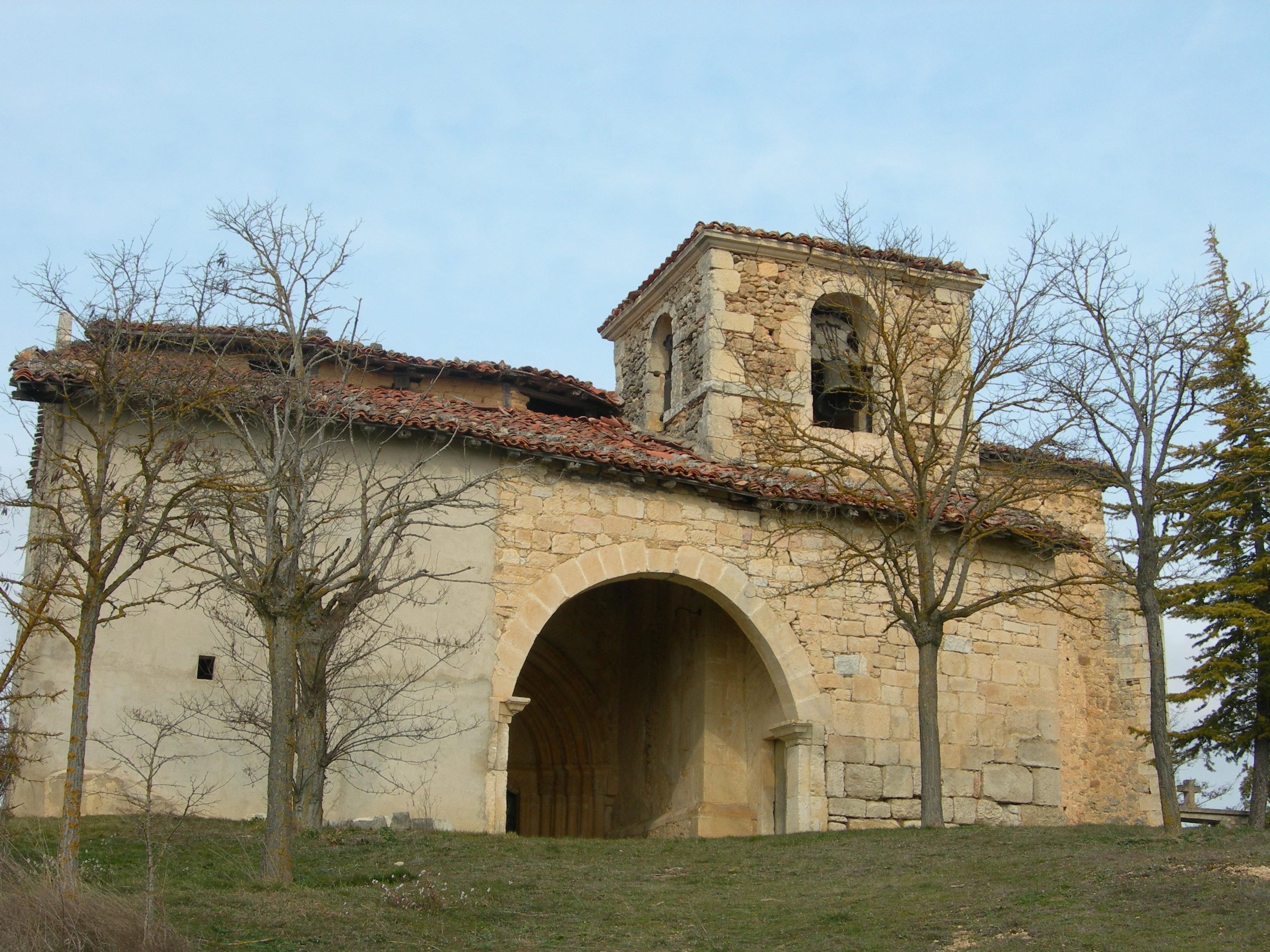
Kirche von Saraso

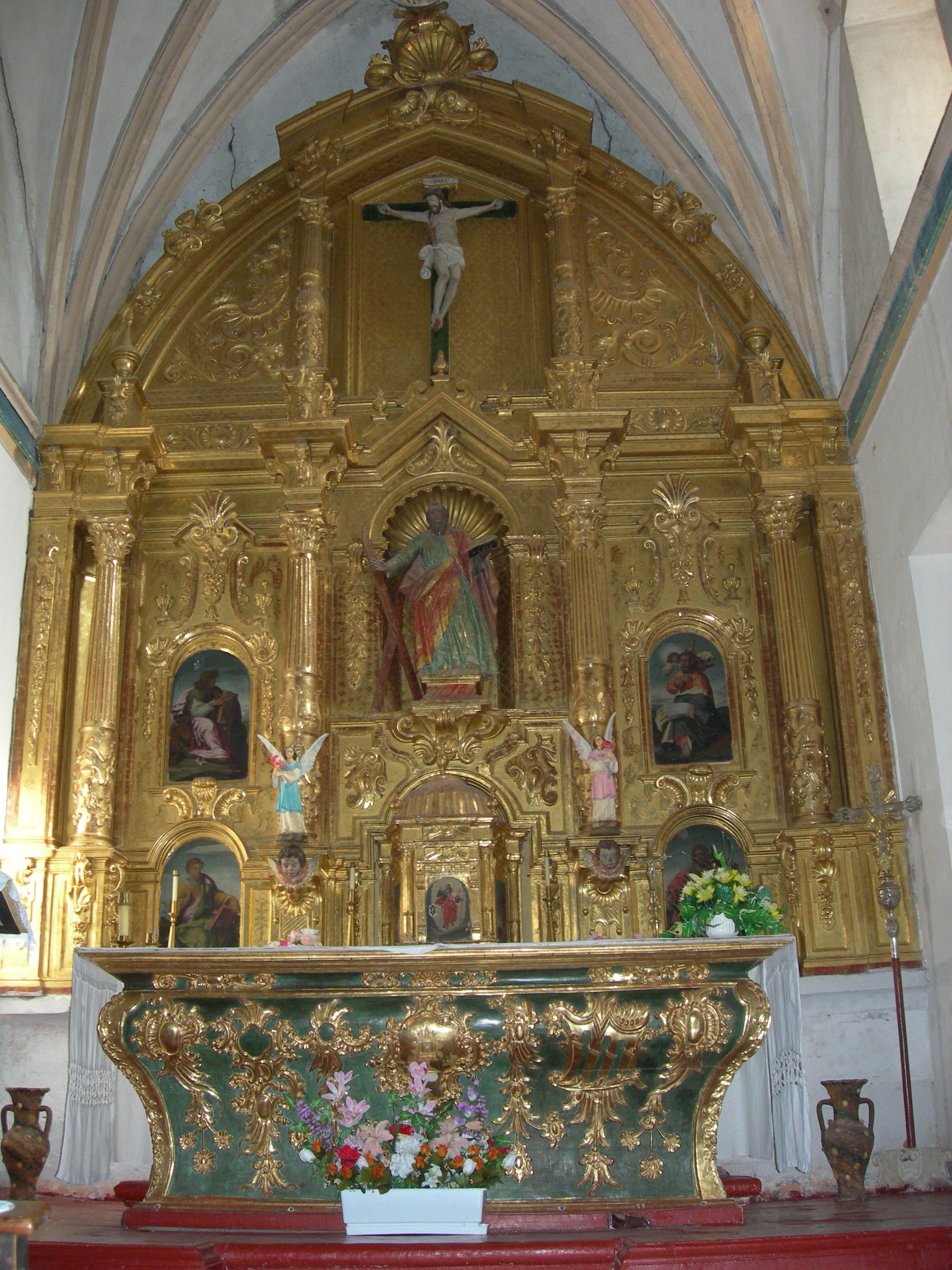
Saraso, Altarretabel

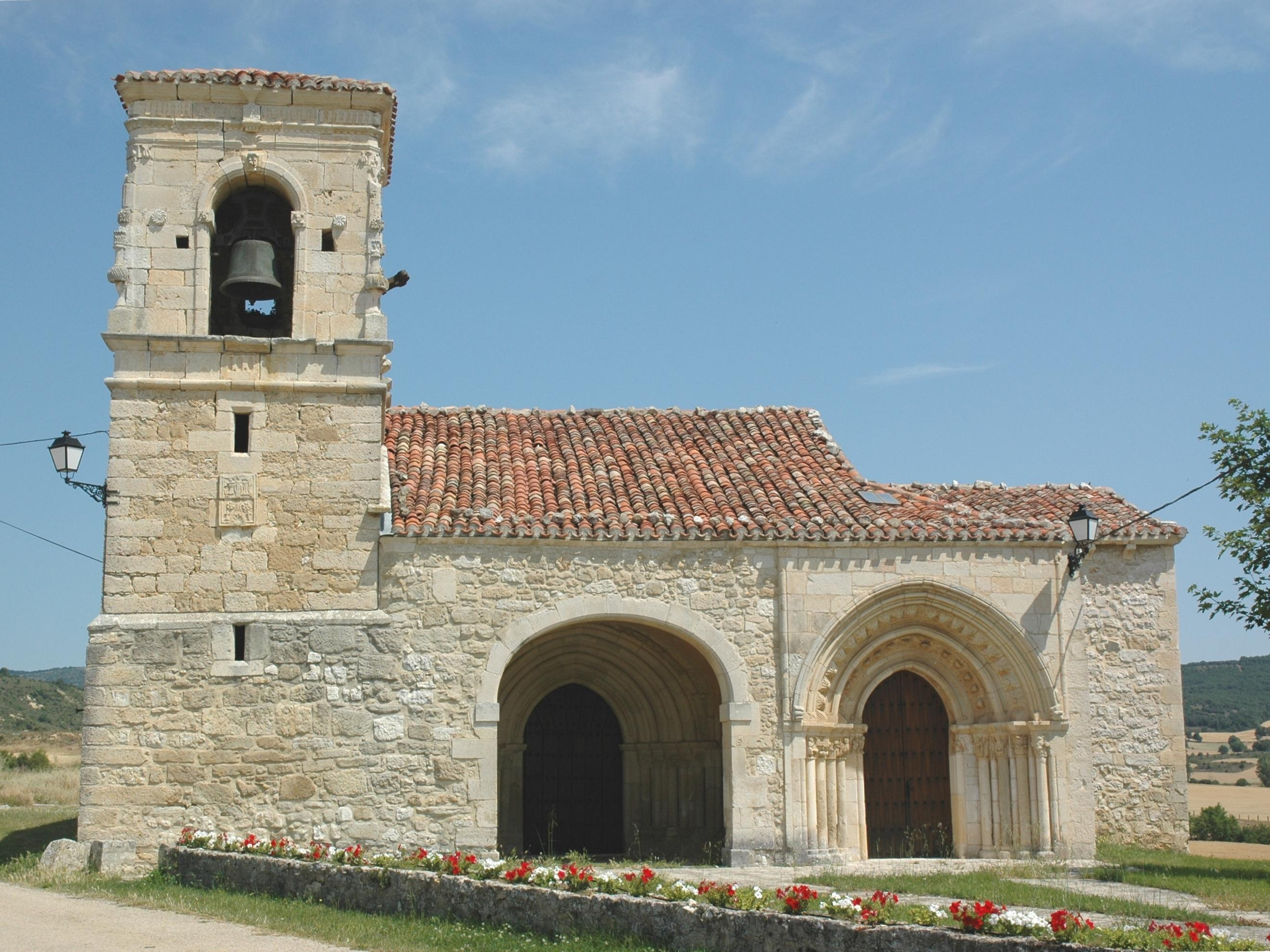
Kirche von Uzquiano

- Die Kirche San Pedro ist ein gotischer Bau aus dem 15. Jahrhundert mit einigen romanischen Resten.

Albaina (Albaita)
- Das Ortsbild des Straßendorfs mit seinen etwa 20 Einwohnern ist nahezu mittelalterlich.
- Die von einem Glockengiebel (espadaña) überhöhte Pfarrkirche stammt aus dem 16.–18. Jahrhundert.
- Die Ermita del Granado ist ein einschiffiger romanischer Bau.

Añastro (Añastro)
- Die hohe einschiffige Pfarrkirche San Andrés des etwa 100 Einwohner zählenden Ortes ist nahezu fensterlos. Der Bau vermittelt einen sehr wehrhaften Eindruck.
- Im Ort steht eine barocke Gerichtssäule (rollo oder picota) mit einem schmiedeeisernen Kreuz.
- Am Ortsrand steht ein Waschhaus (lavadero) aus dem 19. Jahrhundert.

Arrieta (Arrieta)
- Die Kirche des Ortes hat einen außergewöhnlich reich gestalteten barocken Turm.

Ascarza (Askartza)
- Die kleine romanische Kirche mit Südportal steht im Ortszentrum.

Cucho (Kutxu)
- Kleiner Ort mit einer romanischen Kirche

Obécuri (Obekuri)
- Die Pfarrkirche hat ein spätromanisches/frühgotisches Portal aus dem 13. Jahrhundert, welches auf der linken Seite allerdings von späteren Anbauten überschnitten wird.

Ochate (Otxate)
- Von dem in den 1930er Jahren verlassenen Ort steht nur noch der Kirchturm (campanario).

Ozana (Ozana)
- Dorf mit etwa 15 Einwohnern und einer ländlichen gotischen Kirche

Samiano (Samiano)
- Das mittelalterlich anmutende Straßendorf mit seinen noch etwa zwölf Einwohnern hat eine einschiffige Kirche und ein Waschhaus aus dem 19. Jahrhundert.

San Vicentejo (San Vicentejo)
- Die Ermita de la Concepción ist ein aus exakt behauenen Steinen errichteter einschiffiger Bau aus dem 13. Jahrhundert. Insbesondere das mehrfach abgestufte Südportal sowie die für eine Dorfkirche außergewöhnlich schmuckvoll gestaltete Apsis verdienen Beachtung.

Saraso (Saratsu)
- Der kleinen, in Teilen noch romanischen Kirche wurde im 16. Jahrhundert eine Südvorhalle hinzugefügt. Das ebenfalls zu dieser Zeit umgestaltete einschiffige Innere der Kirche birgt ein reich gestaltetes barockes Altarretabel.

Uzquiano (Uzkio)
- Die kleine Kirche des nur noch etwa 20 Einwohner zählenden Ortes hat gleich zwei spätromanische Südportale sowie eine kleine Südvorhalle (portico). Das Obergeschoss des Westturmes wurde im 16. Jahrhundert ergänzt und zeigt Figuren in den Ecken.

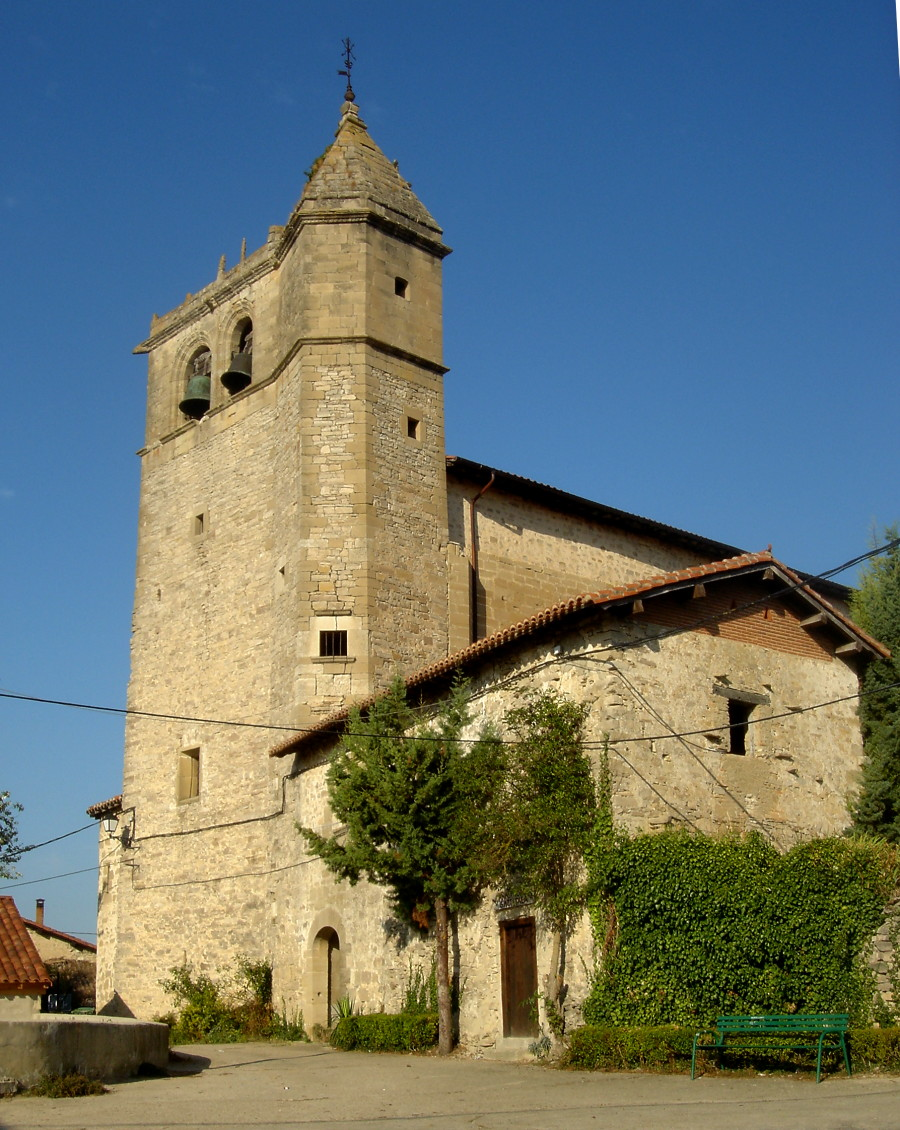
Wehrkirche von Añastro
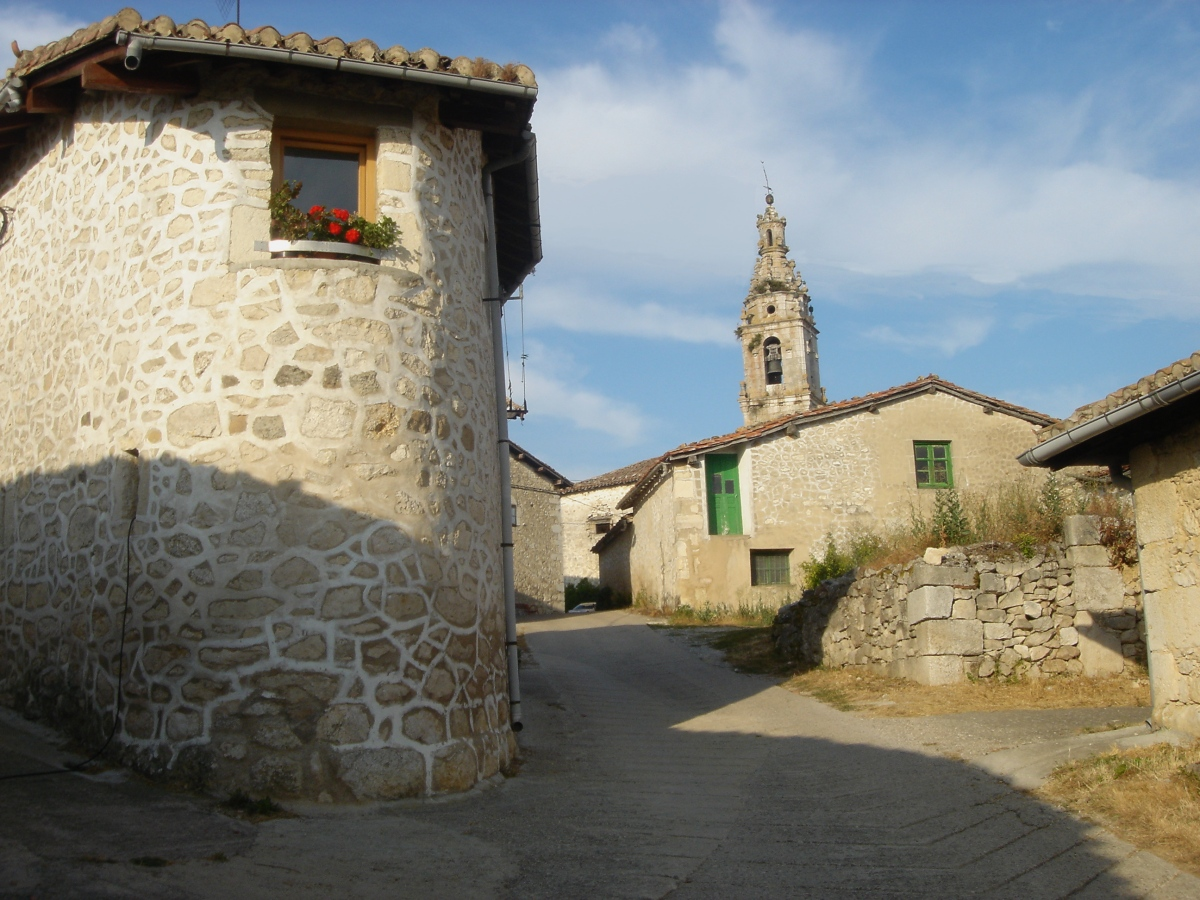
Ortsbild von Arrieta
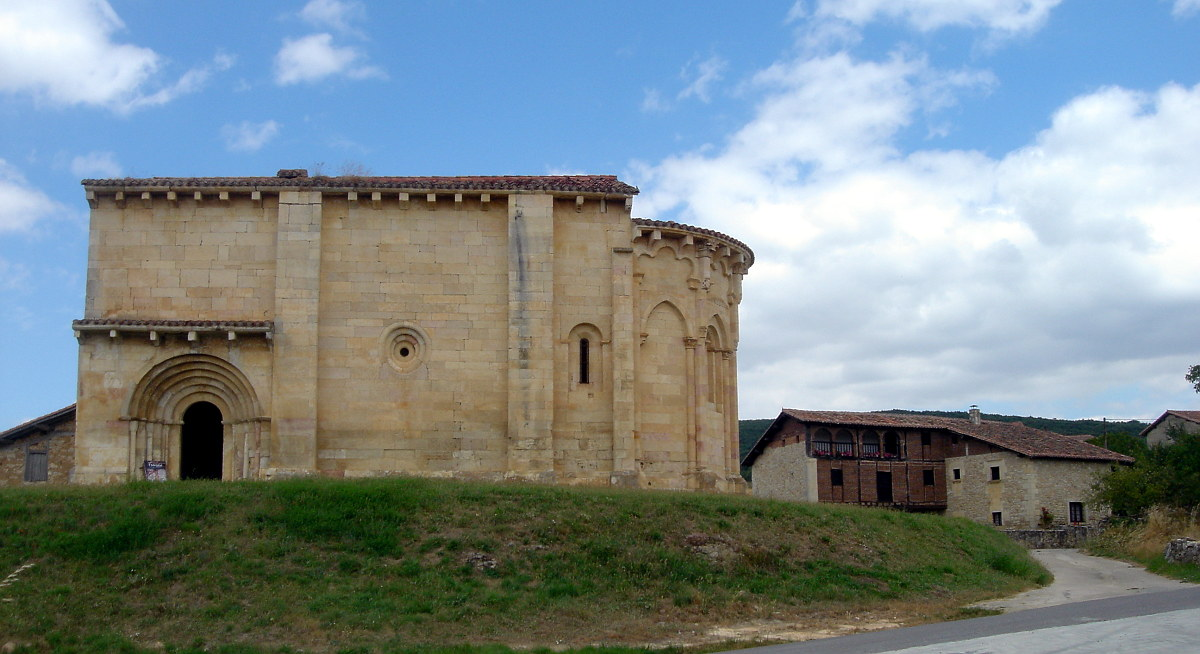
Ermita de San Vicentejo
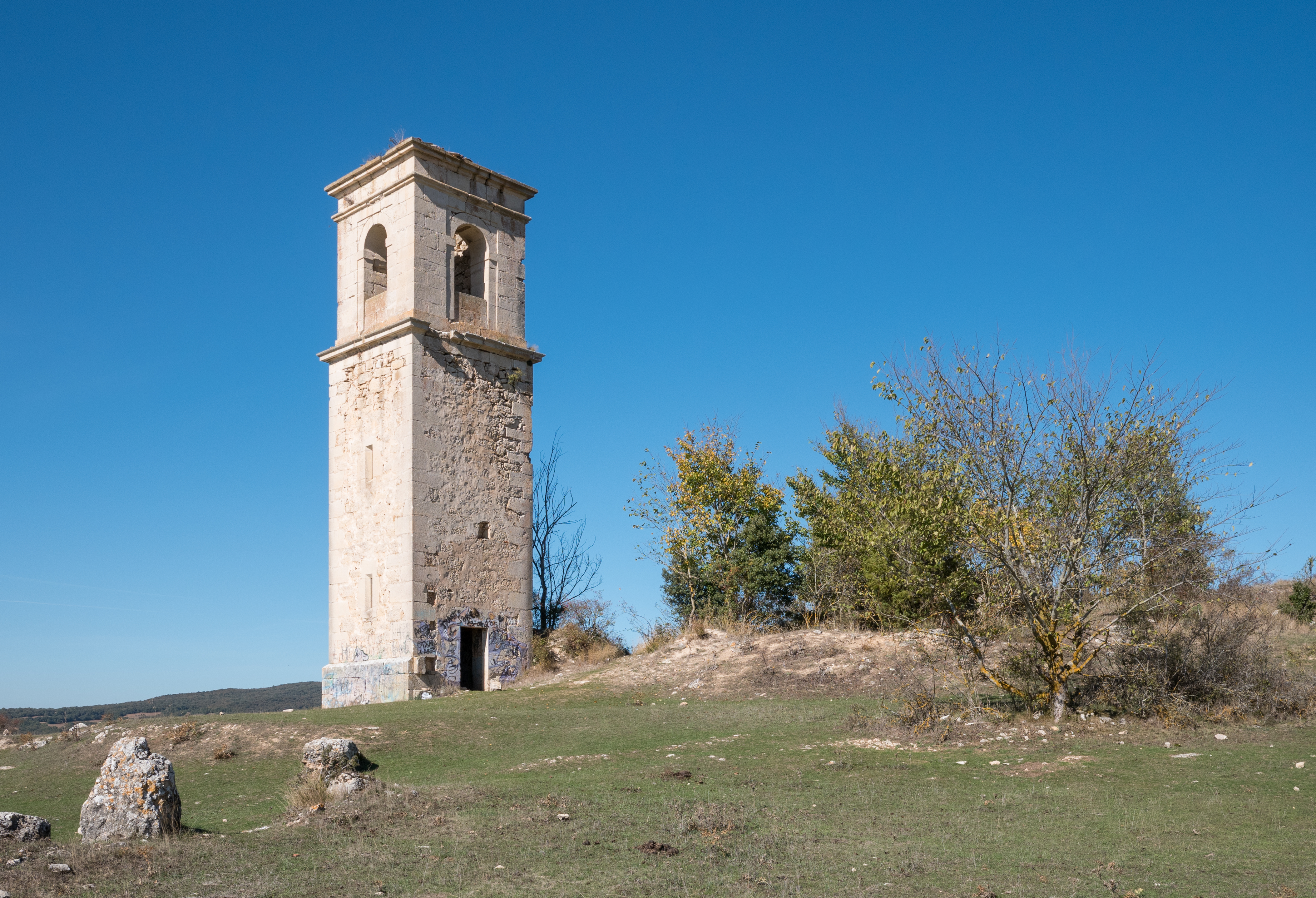
Kirchturm von Ochate